# Mesopleuron

Onderdelen van het borststuk van een huisvlieg:
1 = prescutum
2 = scutum
3 = scutellum
4 = propleuron
5 = mesopleuron
6 = metapleuron
7 = prosternum
8 = mesosternum
9 = metasternum

Het mesopleuron is een onderdeel van het borststuk van een insect. Mesopleuron betekent in het midden van de zijkant. Het mesopleuron is gelegen aan de zijkant van het borststuk, in het midden tussen het metapleuron (aan de achterzijde) en het propleuron (aan de voorzijde). 